# خالد بن عبد العزيز الغنيم
خالد عبد العزيز عبد الله الغنيم مهندس و أستاذ جامعي سعودي كان رئيس شركة علم بين عام 2001 وعام 2012 وشركة الاتصالات السعودية بين عام 2012 وعام 27 مارس 2013 يشغل عضوية مجلس إدارة عدد من الشركات منها شركة المياه الوطنية السعودية .

## حياته
يعتبر الدكتور الغنيم من القيادات السعودية المؤهلة حيث تولى منصب الرئيس التنفيذي لشركة العلم لأمن المعلومات منذ العام 2002 حتى تم تعيينه رئيسا تنفيذيا لمجموعة الاتصالات السعودية بتاريخ 18 يونيو 2012 لمدة 9 أشهر حتى 27 مارس 2013،وهو حاصل على درجة البكالوريوس في هندسة الحاسب من جامعة الملك سعود، وحاصل على درجة الماجستير والدكتوراه في هندسة الحاسب والكهرباء من جامعة كارنيغي ميلون بالولايات المتحدة، وعمل استاذا مساعدا بجامعة الملك سعود كلية علوم الحاسب والمعلومات، ومستشارا متفرغا لوزارة الدفاع السعودية، وتولى أيضا عددا من المهام الاستشارية والتطوعية وهو عضو في مجالس عدد من الشركات والجمعيات المحلية.